# If You Were a Movie, This Would Be Your Soundtrack
If You Were a Movie, This Would Be Your Soundtrack ist eine Akustik-EP der US-amerikanischen Post-Hardcore-Band Sleeping with Sirens aus Grand Rapids, Michigan.
Es ist die erste EP und die insgesamt dritte Veröffentlichung der Gruppe und erschien am 26. Juni 2012 über Rise Records. Die EP beinhaltet insgesamt fünf Titel.

## Hintergrundgeschichte
Bereits im Dezember des Jahres 2011 wurde angekündigt, dass die Gruppe an einer Akustikveröffentlichung arbeite. Am 24. Mai 2012 wurde der Titel, das Artwork, die Titelliste und das voraussichtliche Veröffentlichungsdatum bekanntgegeben. Die EP, welche fünf Stücke beherbergt, heißt If You Were a Movie, This Would Be Your Soundtrack und sollte am 26. Juni 2012 über Rise Records erscheinen.
Zwei auf der EP enthaltenen Lieder stammen aus dem Debütalbum With Ears to See and Eyes to Hear während die restlichen Stücke neu geschrieben wurden. Die Gruppe baut in ihren Livesets auch Akustikstücke ein. Zu Beginn der Bandkarriere spielten Quinn und Jesse Lawson nach ihren Konzerten kleinere Akustiksets in der Hoffnung sich von anderen Genrekollegen musikalisch abgrenzen zu können. Dies hatte zur Folge, dass die Lieder nach und nach in bescheidener Qualität auf der Videoplattform Youtube zu sehen waren. Die Musiker wollten die Stücke auf professionelle Ebene aufnehmen um den Fans eine bessere Klangqualität bieten zu können.

## Titelliste
| #  | Titel                                           | Länge | Anmerkungen                            |
| -- | ----------------------------------------------- | ----- | -------------------------------------- |
| 1. | Scene One – James Dean and Audrey Hepburn       | 4:16  | aus With Ears to See and Eyes to Hear  |
| 2. | Scene Two – Roger Rabbit                        | 3:17  |                                        |
| 3. | Scene Three – Stomach Tied in Knots             | 3:29  |                                        |
| 4. | Scene Four – Don’t You Ever Forget About Me     | 3:24  | feat. Jessica Ess                      |
| 5. | Scene Five – With Ears to See, and Eyes to Hear | 3:24  | aus With Ears to See and Eyes to Hear  |
| 6. | Iris                                            | –:––  | Cover des Liedes von The Goo Goo Dolls |

## Erfolg
Obwohl die Band die EP nicht mit Tourneen bewarb und lediglich ein Musikvideo zum Lied Roger Rabbit veröffentlichte, stieg das Album mit ungefähr 17.000 verkauften Tonträgern auf Platz 17 der US-amerikanischen Albumcharts ein und hielt sich insgesamt sechs Wochen lang ununterbrochen in den Charts.
Die Gruppe baut bei ihren Livesets gelegentlich ein oder zwei Akustikstücke aus dieser EP mit ein.

## Kritiken
Jason Lymangrover von Allmusic schrieb über die EP, dass die Instrumentalisierung auf den Gesang von Kellin Quinn, welcher nur leicht bearbeitet wurde, ausgerichtet ist. Das Lied Don’t You Ever Forget About Me, in welchem Quinn ein Duett mit Jessica Ess singt, würde seiner Meinung nach, gut in einer romantischen Komödie passen.
Scott Heisel vom US-amerikanischen Alternative Press sieht Akustikveröffentlichungen hauptsächlich als „Lückenfüller“, die dazu da sind, um abgeschlossene Plattenverträge zu erfüllen. So schrieb er, dass bei den meisten derartigen Veröffentlichungen kaum über die Arrangements und die Titelauswahl nachgedacht wird. Allerdings schaffe es Sleeping with Sirens, laut Heisel, diesen Teufelskreis zu durchbrechen und einen echten Erfolg zu landen. So liefere Quinn über 18 Minuten einen starken von R&B-beeinflussten Gesang. Die Lieder machen auf mehreren Ebenen Spaß. Als Beispiel nennt er die Gang-Vocals in Stomach Tied in Knots welcher er mit The Maine vergleicht. Das Gitarrenspiel erreiche die Sphären von Saosin, während der Gesang phasenweise an Jimmy Eat World erinnere.